# Крадљивци бицикала (филм)
Крадљивци бицикала (итал. Ladri di biciclette) је италијански неореалистички драмски филм из 1948. године, редитеља Виторија де Сике. Прича прати сиромашног оца који у Риму после Другог светског рата тражи свој украдени бицикл, без којег ће изгубити посао који је требало да буде спас његовој породици.
Сматра се једним од најпознатијих филмова свих времена, а најпознатији је играни филм италијанског неореализама.

## Радња
У Риму после Другог светског рата, Антонио Ричи очајнички тражи посао како би могао да издржава своју жену Марију, сина Бруна и малу бебу. Понуђен му је посао лепљења плаката, али он говори Марији да не може да га прихвати јер је за посао потребан бицикл. Марија одлучно скида постељину од мираза — „цењене ствари за сиромашну породицу” — и односи их у залагаоницу, где добија довољно новца да Антонио купи бицикл.
Првог дана на новом послу, Антонио на мердевинама лепи плакат када му један младић украде бицикл. Антонио трчи за њим, али га саучесници лопова скрећу са трага. Антонио пријављује крађу полицији, која му одговара да они могу мало тога да ураде.
Упозорен да се украдена роба често појављује на пијаци Виторио, Антонио одлази тамо са неколико пријатеља и Бруном. Проналазе оквир бицикла који би могао бити Антонијев, али продавци одбијају да им дозволе да погледају серијски број. Позивају карабињера, који наређује продавцима да му дозволе да прочита серијски број. Број се не поклапа са несталим бициклом, али им полицајац не дозвољава да га сами прегледају.
На пијаци Порта Портесе, Антонио и Бруно уочавају лопова са једним старцем. Лопов им измиче, а старац тврди да не зна ништа. Прате га у цркву где им и он измиче.
Антонио прогања лопова до јавне куће, чији их укућани избацују. На улици се окупљају непријатељски расположене комшије док Антонио оптужује лопова, који добија напад за који гомила криви Антонија. Бруно долази по полицајца, који безуспешно претражује стан лопова. Полицајац каже Антонију да је случај слаб‍ —‌ Антонио нема сведока, а комшије ће сигурно дати лопову алиби. Антонио и Бруно одлазе у очају праћени исмевањем и претњом гомиле.
Пут кући их води поред фудбалског Националног стадиона ПНФ. Антонио види бицикл без надзора у близини улаза и после мучног премишљања налаже Бруну да трамвајем оде до оближње станице и сачека. Антонио кружи око бицикла без надзора и скаче на њега. Одмах се диже галама и Бруно – који је пропустио трамвај – запрепашћен је када види свог оца како га прогоне, окружују и извлаче са бицикла. Док Антонија вуку према полицијској станици, власник бицикла примећује Бруна у сузама и у тренутку саосећања каже осталима да ослободе Антонија.
Антонио и Бруно затим полако одлазе усред гомиле. Антонио сузбија сузе и Бруно га узима за руку.

## Улоге
- Ламберто Мађорани као Антонио Ричи
- Енцо Стајола као Бруно
- Лијанела Карел као Марија
- Ђино Залтамеренда као Бајоко
- Виторио Антонучи као лопов
- Ђулио Кјари као просјак
- Елента Алтијери као милосрдна дама
- Карло Ђакино као просјак

## Награде
Филм је награђен Почасним Оскаром 1949. године.

## Галерија
- Сцена филма
- Први дан на послу
- У потрази за бициклом
- Суседи нападају лопова
- Изгледа да све иде по злу